# Вірменське кладовище (Москва)
Вірменське Ваганьківське кладовище (Вірменська ділянка Ваганьківського кладовища) розташоване в Пресненському районі міста Москви на вулиці Сергія Макєєва, 12, навпроти Ваганьківського кладовища. Має форму правильного ромбу, обнесеного цегляною стіною з баштами. Комплекс пам'яток архітектури, що охороняються (надгробки, церква Воскресіння Христового, поминальний будинок, огорожа і башти).

## Історія

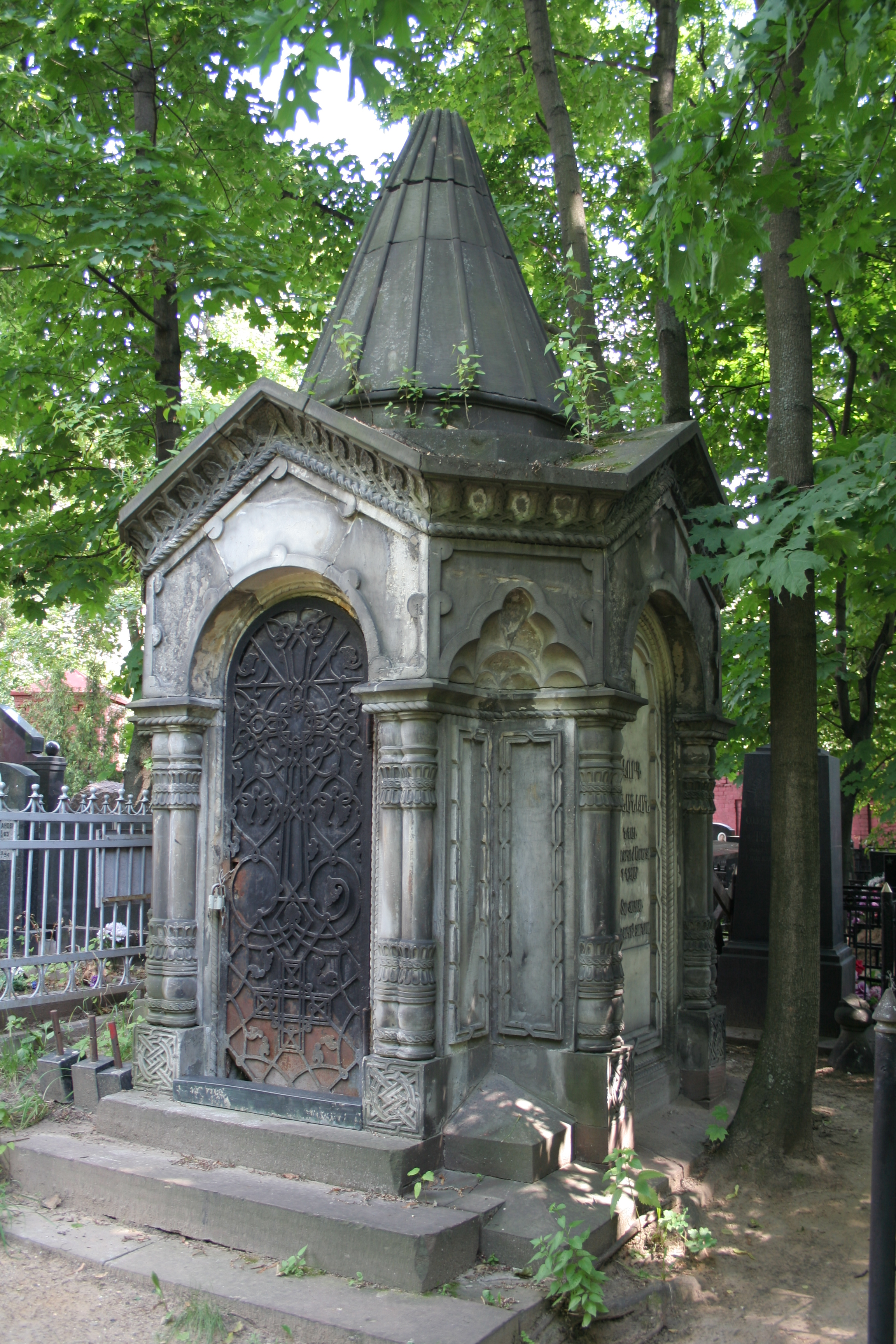
Старий надгробний пам'ятник

Засноване 1805 року за клопотанням Мінаса Лазарева, старійшини вірменської громади в Москві. За його ж ініціативою в 1808—1815 роках побудована церква Воскресіння Христового (Сурб Арутюн, 55°45′57.50″ пн. ш. 37°33′15.87″ сх. д. / 55.7659722° пн. ш. 37.5544083° сх. д.). Проєкт церкви, так само як і проєкт православної Воскресенської церкви Ваганьківського кладовища, іноді приписується О. Г. Григор'єву, однак документальних доказів цьому немає. Церква-ротонда позбавлена дзвіниці, тому що до 1860-х років дзвін у вірменських церквах Москви та Петербурга був під забороною. На конфесійну приналежність цього класичного храму вказує хачкар — різьблений замковий камінь над головним входом, і відсутність іконостасу всередині; вівтар, як годиться у вірменських храмах, встановлений на узвишші. Під усією будівлею церкви — склеп з могилами Лазаревих (в наш час — замурований). Наприкінці 1850-х років на кошти І. М. Касперова кладовище було сплановано і обнесено муром з вежами за проєктом Михайла Биковського.

## Некрополь
Всього під державною охороною перебуває 12 надгробків і сімейних склепів. Найбільш ранній з цих пам'яток — обеліск 1844 року над могилою А. А. Лоріс-Мелікова. Більшість могил — кінця XIX століття — початку XX століття. Три з них — усипальниці роду Ананова — каплиці, виконані за середньовічним вірменським каноном. Є надгробки-хачкари (на могилі Д. С. Мелік-Беглярова, 1913).
Найбільш відомий надгробок — на могилі Миколи Тарасова, пам'ятник скульптури епохи модерну роботи Миколи Андреєва (1911—1912). Скульптура була повністю втрачена, крім голови Тарасова, що зберігалася в музеї МХАТу. 1991 року на могилі була встановлена копія андреєвської скульптури роботи Юрія Орєхова та Сурена Мальяна.

## Відомі люди, поховані на кладовищі
- М. П. Адамов, музикант і педагог
- С. З. Асламазян (1897—1978), віолончеліст, професор Московської консерваторії, завідувач кафедри камерного ансамблю, лауреат Державної премії СРСР.
- Л. К. Отаманів, радянський режисер мультиплікаційного кіно, народний артист РРФСР
- Л. О. Бадалян, академік Академії медичних наук СРСР, невропатолог
- Г. А. Джаншієв, юрист, публіцист
- З. О. Долуханова (1918—2007), співачка, народна артистка СРСР
- І. І. Дондиш, Герой Радянського Союзу
- О. М. Душкін, архітектор, тричі лауреат Сталінської премії, член-кореспондент Академії архітектури СРСР
- В. В. Катанян (1924—1998), кінодокументаліст, письменник
- Лазарева (Лазарян) Іван і Іоаким, засновники Лазаревського інституту східних мов в Москві 1815 року
- А. М. Манучаров, лідер Карабаського руху.
- Г. М. Ліанозов (Ліанозян) (1835—1907), купець I гільдії, нафтопромисловець, монополіст виробництва та експорту чорної ікри (могила не збереглася)
- К. Г. Нагапетян, художник-нонконформіст, лідер Московського Карабаського руху («Комітет Карабах»)
- Степанос Назарян, громадський діяч (1812—1879)
- Т. В. Петросян, чемпіон світу з шахів
- А. П. Платонов, письменник
- Л. К. Рамзін, інженер-теплотехнік
- Н. В. Румянцева, актриса театру і кіно, народна артистка РРФСР
- Б. Й. Сібор, скрипаль, педагог
- М. Л. Тарівердієв, видатний радянський вірменський композитор, народний артист Росії
- М. Л. Тарасов (1882—1910) — меценат, нафтопромисловець-мільйонер.
- Б. О. Туржанський, Герой Радянського Союзу
- Т. С. Хачатуров, академік Академії наук СРСР, економіст
- Б. О. Чайковський, композитор
- М. С. Шагінян, письменник, Герой Соціалістичної праці, лауреат Ленінської премії
- C.С. Шахазіс, поет і педагог